# ソヤファーム
ソヤファーム(SOYAFARM)は、不二製油グループによる大豆製品ブランド。

## 概要
当初は大豆たん白食品を主に展開したが、1997年よりグループ会社のトーラクから豆乳製品を発売。また同年、大豆を使った健康食品を通信販売するソヤファームクラブが発足し、事業フィールドが広がった。
2003年には、ソヤファームの新ロゴマークを採用し、不二製油グループの大豆製品に統一採用され、2005年には「大豆で、いいこと。」というスローガンとセット表示されるようになった。この時、ソヤファームブランドは、不二製油グループ会社を含む大豆たん白製品、豆乳関連製品、通販用健康食品、大豆業務用製品全般を包括するものとなった。